# Arginine
Pour les articles homonymes, voir Arg.
 (juin 2023).
Si vous disposez d'ouvrages ou d'articles de référence ou si vous connaissez des sites web de qualité traitant du thème abordé ici, merci de compléter l'article en donnant les références utiles à sa vérifiabilité et en les liant à la section « Notes et références ».
L'arginine (abréviations IUPAC-IUBMB : Arg et R) est un acide α-aminé.  La molécule est caractérisée par la présence d'un groupe guanidine à l'extrémité de sa chaîne latérale, ce qui en fait un résidu très basique, chargé positivement dans les protéines, et dont le point isoélectrique vaut 10,76. Elle n'est pas considérée comme essentielle chez l'humain mais peut être produite en quantité insuffisante par l'organisme selon l'état de santé des individus, nécessitant alors un apport alimentaire.

## Historique
L'arginine fut isolée pour la première fois à partir de plants de lupin en 1886 par le chimiste suisse Ernst Schulze (en) et son assistant Ernst Steiger,. Le nom arginine est dérivé du grec árgyros (ἄργυρος) qui signifie argent du fait de l'apparence argentée des cristaux de nitrate d'arginine.
En 1897, Schulze et Ernst Winterstein (1865–1949) ont caractérisé la structure de l'arginine.
Schulze et Winterstein ont synthétisé l'arginine à partir d'ornithine et de cyanamide en 1899, 
mais il restait des doutes sur sa structure jusqu'à la synthèse de Sørensen en 1910.

## Caractéristiques physiques et structure chimique
L'énantiomère L est l'un des 22 acides aminés protéinogènes, encodé sur les ARN messagers par les codons CGU, CGC, CGA, CGG, AGA et AGG. Son rayon de van der Waals est égal à 148 Å (14,8 nm)[réf. nécessaire]. 
La chaîne latérale de l'arginine est constituée d'une chaîne aliphatique de 3 atomes de carbone ( carbone α non compris) à l'extrémité de laquelle se trouve un groupement guanidinium. Ce groupement avec un pKa de 12,48 donne un caractère très basique à l'arginine, ce qui en fait l'acide aminé le plus basique des acides aminés protéinogènes.

## Métabolisme de l'arginine
La plupart des organismes vivants sont capables de créer (biosynthèse ou anabolisme) ou dégrader (catabolisme) l'arginine.

### Biosynthèse
L'arginine est créée de novo chez de nombreux organismes à partir du glutamate, lui-même appartenant au cycle de Krebs[réf. nécessaire].

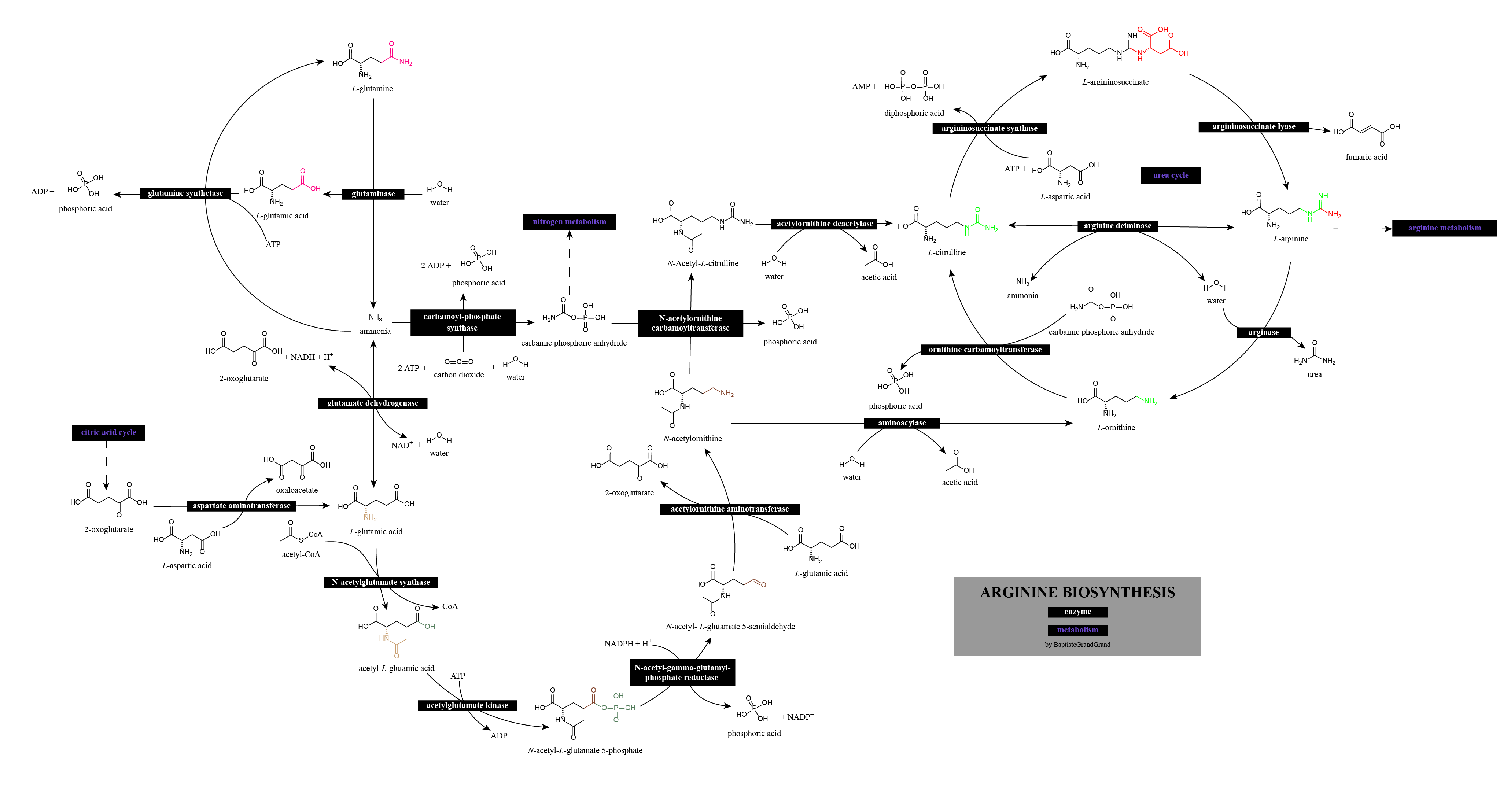
Biosynthèse de l'arginine.

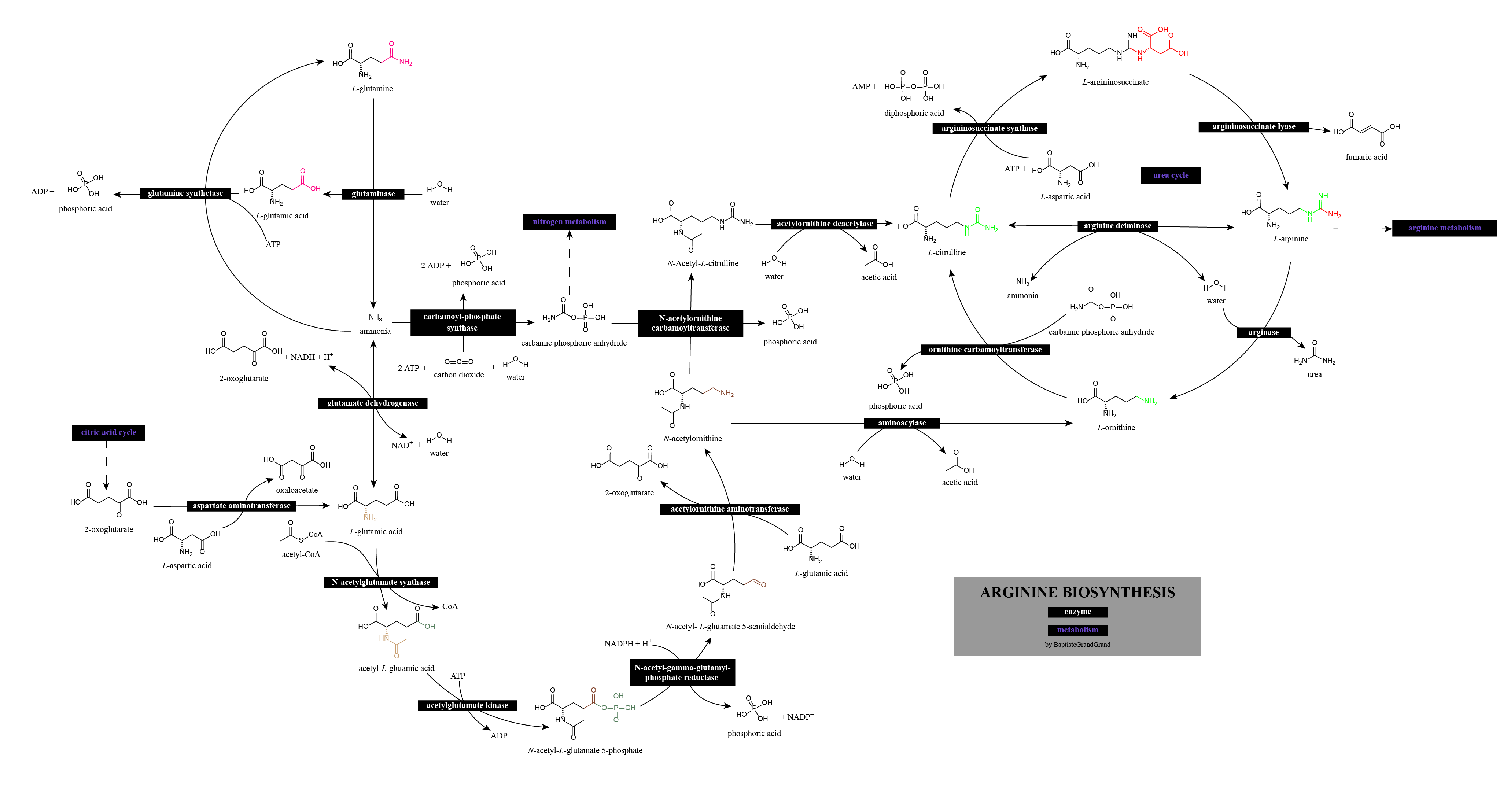
Biosynthèse de l'arginine.

### Catabolisme
L'arginine peut être dégradée et ainsi servir de source d'énergie, de carbone et d'azote à la cellule qui la consomme[réf. nécessaire]. D'autres voies ont été mises en évidence[réf. nécessaire] notamment dans le cycle de l'urée.

#### Cycle de l'urée
Chez divers animaux, dont les mammifères, l'arginine est décomposée en ornithine et en urée. Cette dernière est une molécule azotée qui peut être éliminée (par excrétion dans les urines) de manière à réguler la quantité de composés azotés présente dans les cellules de leurs organismes[réf. nécessaire].

## Fonctions biologiques
Il s'agit d'un acide aminé qualifié de « non essentiel » (sauf chez l’enfant),  pouvant être synthétisé par l'organisme humain. Il est un constituant des protéines.
Il permet la synthèse du monoxyde d'azote (NO) par la NO synthase, intervenant ainsi dans la vasodilatation des artères.
La concentration sanguine d'une forme méthylée de l'arginine, l'homoarginine, serait corrélée avec un meilleur pronostic à la suite d'un accident vasculaire cérébral.

## Utilisation
L'arginine est un composant fréquemment utilisé dans les boissons énergisantes. Elle a été utilisée en particulier par Red Bull en France, en remplacement de la taurine lorsque cette dernière était encore interdite par la législation[réf. nécessaire].
Il est également utilisé dans certains compléments alimentaires, notamment pour fixer le magnésium,.
Sur la pression artérielle, la supplémentation en L-arginine est bénéfique pour les individus sains et malades, hypertendus et normotendus, quel que soit leur sexe et leur indice de masse corporelle (IMC) ; ces effets bénéfiques sont encore plus prononcés chez les femmes.
Une diminution de la gravité de la dépression, mesuré par le questionnaire de Hamilton, a été observée avec deux grammes par jour.